# Davide Silvestri (ciclista)
Davide Daniele Silvestri (Sarzana, 14 maggio 1980) è un ex ciclista su strada italiano, professionista dal 2005 al 2006.

## Palmarès
- 2002 (Promociclo-Publy Sport)

Memorial Daniele Angelini
Circuito Guazzorese
Gran Premio Pretola
- 2003 (Team Parolin-VC Bassano)

G.P. Banca di Credito Cooperativo dell'Alta Padovana
4ª tappa Girobio (Osalo > Parma)
2ª tappa Giro del Veneto e delle Dolomiti (Grigno > Rossano Veneto)
Coppa Collecchio
- 2004 (Team Parolin-VC Bassano)

Targa d'Oro Città di Legnano
- 2005 (Team Nippo, due vittorie)

1ª tappa Tour du Cameroun (Waza > Maroua)
Classifica generale Tour du Cameroun